# گو هیون جونگ
گو هیون جونگ (انگلیسی: Go Hyun-jung؛ زادهٔ ۲ مارس ۱۹۷۱) یک هنرپیشه اهل کره جنوبی است. وی از سال ۱۹۸۹ میلادی تاکنون مشغول فعالیت بوده‌است.
از فیلم‌ها یا برنامه‌های تلویزیونی که وی در آن نقش داشته است می‌توان به هنرپیشه‌های زن و ملکه سئوندوک (سریال تلویزیونی) اشاره کرد.